# Palaeoscincus costatus
Il paleoscinco (Palaeoscincus costatus) era un dinosauro erbivoro, appartenente agli anchilosauri o dinosauri corazzati. Visse nel Cretaceo superiore (Campaniano, circa 75 milioni di anni fa) e i suoi resti fossili sono stati ritrovati in Nordamerica (Montana e Alberta). È stato uno dei primi dinosauri americani a venire descritto scientificamente.

## Classificazione

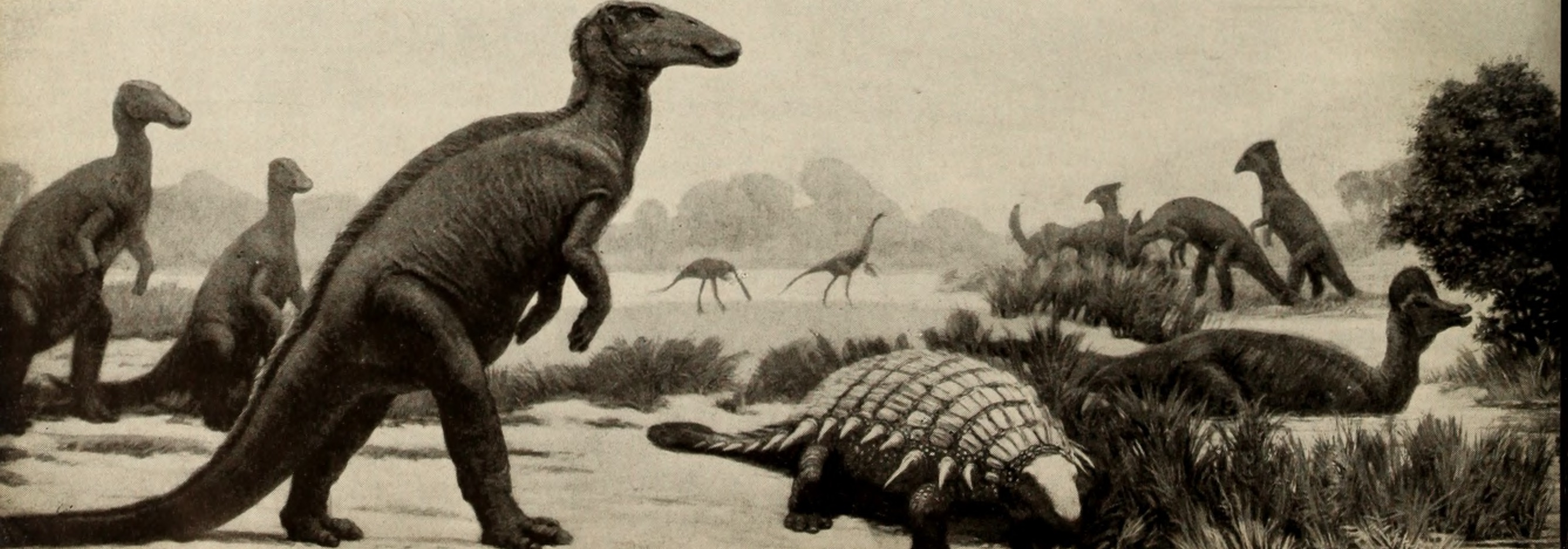
Ricostruzione di Palaeoscincus, al centro, insieme ad altri dinosauri

Questo dinosauro è noto grazie ad alcuni denti fossili, descritti da Joseph Leidy nel 1856 insieme ad altri denti di dinosauro provenienti dal Cretaceo del Montana. Leidy, però, pensò che questi resti provenissero da un rettile simile alle lucertole e coniò il nome Palaeoscincus, ovvero "antico scinco" (un tipo di lucertola). Solo successivamente, con il ritrovamento di resti più completi di animali simili, come Nodosaurus e Ankylosaurus, ci si rese conto dell'errore. In ogni caso, il nome Palaeoscincus venne attribuito anche ad anchilosauri scoperti in seguito e noti attraverso scheletri completi, come Edmontonia e Panoplosaurus; ciò aumentò la confusione riguardo a questo animale, che venne ricostruito come un "carro armato vivente", con una corazza di placche ossee sul corpo (osteodermi), una fila di spuntoni ai lati e una pesante mazza ossea caudale. Per molti decenni, sui libri divulgativi, venne diffusa questa fantasiosa ricostruzione, che contribuì paradossalmente a rendere Palaeoscincus uno degli anchilosauri più noti presso il grande pubblico. In realtà la ricostruzione mischiava insieme le caratteristiche di due famiglie di anchilosauri: i nodosauridi (con le spine lungo i fianchi) e gli anchilosauridi veri e propri (con la mazza caudale).
Attualmente Palaeoscincus è considerato un probabile nodosauride noto solo attraverso i denti, simili a quelli di Edmontonia. È quindi possibile che questi due generi fossero in realtà lo stesso animale, ma i denti di Palaeoscincus non sono considerati diagnostici. Palaeosincus, in ogni caso, è uno dei primi dinosauri descritti negli Stati Uniti, insieme a Troodon, Aublysodon, Trachodon e Deinodon.